# Stadion ŁKS-u Łódź
Stadion ŁKS-u Łódź – istniejący w latach 1925–2015 stadion sportowy w Łodzi, w Polsce. Swoje spotkania rozgrywali na nim piłkarze klubu ŁKS Łódź. Obiekt pod koniec swojego istnienia mógł pomieścić niespełna 5000 widzów, choć dawniej frekwencja na arenie przekraczała nawet 40 000. W 2015 roku tuż obok starego obiektu oddano do użytku nowy Stadion Miejski, na który przeniosła się drużyna ŁKS-u.

## Historia
Przed I wojną światową ŁKS swoje spotkania rozgrywał na boisku przy ul. Srebrzyńskiej. Obiekt ten klub otrzymał 16 maja 1912 roku. W trakcie wojny stadion jednak zlikwidowano. Po wojnie przez pewien czas klub nie posiadał własnego obiektu. W 1922 roku Rada Miasta udostępniła ŁKS-owi teren obok dworca Kaliskiego pod budowę parku sportowego. Budowa stadionu ŁKS-u ruszyła w 1924 roku i została zakończona rok później. Jednak jeszcze przed otwarciem obiektu, 29 czerwca 1924 roku rozegrano na nim mecz międzypaństwowy Polska – Turcja (2:0). Był to pierwszy z dziesięciu meczów, jakie reprezentacja Polski rozegrała na tym obiekcie (ostatni w 1983 roku, wszystkie w charakterze towarzyskim). Na początku lat 30. XX wieku trybuny zostały nieco powiększone, w 1932 roku zamontowano również zegar „Omega”, wygrany w plebiscycie na najpopularniejszy klub w Polsce zorganizowanym przez „Przegląd Sportowy” (służył on do 1973 roku). W 1935 roku otwarta została nowa, zadaszona trybuna dla 1800 widzów.
Stadion ucierpiał w trakcie II wojny światowej; rok po zakończeniu wojny wybudowano nową trybunę na 3000 widzów. Kolejna rozbudowa miała miejsce w roku 1951. W latach 1964–1969 wybudowano nową, żelbetową trybunę po stronie zachodniej mogącą pomieścić 10 000 widzów, zaprojektowaną przez Janusza Wyżnikiewicza i Jana Szklarka. We wnętrzu trybuny powstała także hala sportowa. Rok później zainaugurowano na stadionie sztuczne oświetlenie (po siedmiu latach znacznie zwiększono jego natężenie, z 320 do 1200 luksów). W szczytowym okresie frekwencja na stadionie przekraczała nawet 40 000 widzów. Występujący na obiekcie regularnie piłkarze ŁKS-u w latach 1958 i 1998 świętowali zdobycie tytułu mistrza Polski. Od lat 70. XX wieku nie przeprowadzano już jednak większych inwestycji i stadion z czasem stał się przestarzały. Tymczasem w latach 2006–2009 tuż obok stadionu powstała hala sportowa Atlas Arena.
W 2007 roku stadion ŁKS-u przejęło miasto, by móc przeprowadzić kompleksową modernizację starzejącego się obiektu. Ostatecznie zdecydowano się wybudować od podstaw nowy stadion tuż obok starego. Rozbiórka trybun starego stadionu ruszyła w 2012 roku, lecz nie została wówczas zrealizowana z powodu problemów wykonawcy. Po raz kolejny do prac przystąpiono w grudniu 2013 roku. Zdemontowane zostały wówczas maszty oświetleniowe. W styczniu 2014 roku rozebrano żelbetową trybunę zachodnią oraz trybuny na łukach, za bramkami. Pozostawiono tym samym jedynie trybunę wschodnią, tzw. „Galerę”. Pojemność została ograniczona do 4994 miejsc. Na częściowo zlikwidowanym stadionie ŁKS rozgrywał swoje spotkania jeszcze do 2015 roku, kiedy to otwarto nowy Stadion Miejski położony tuż obok poprzednika, nieco na północ. Następnie dokończono rozbiórkę starego obiektu, a w jego miejscu powstał parking.

## Inne wydarzenia
Na obiekcie w latach 1924–1983 dziesięć spotkań towarzyskich rozegrała piłkarska reprezentacja Polski. Był on także areną czterech spotkań finałowych piłkarskiego Pucharu Polski (w latach 1957, 1969, 1972 i 1997). Ponadto w latach 1932, 1945, 1949 i 1955 rozegrano na nim lekkoatletyczne Mistrzostwa Polski (w latach 1932 i 1949 tylko zawody kobiet).